# 史梓铭
史梓铭（1917年9月—），男，陕西安定（今子长）人，中华人民共和国政治人物、外交官。

## 生平
1953年至1965年，任武汉重型机床厂党委书记兼厂长。
1970年，接替岳欣，担任中国驻芬兰特命全权大使兼欧洲使团团长中华人民共和国驻芬兰大使。1975年，由张灿明接任。
1977年 任中国驻布隆迪特命全权大使。